# Zarkana
A Zarkana a Cirque du Soleil kanadai székhelyű cirkusztársulat turnézó, majd később állandó székhelyű kortárs cirkusz műfajú előadása volt, amely Las Vegasban, az Aria Resort & Casino-ban került bemutatásra. Premierje 2011. június 29-én volt a Radio City Music Hallban, New Yorkban.
A műsor eredetileg egy arénában turnézó előadásnak készült, de miután pár hétig sikeresen futott Madridban és Moszkvában 2012 végén átalakították las vegasi állandó műsorrá, mivel az Elvis Presley életét feldolgozó Viva Elvis című előadás nem hozta meg a várt sikert az Aria Kaszinónak. A Zarkana a nyolcadik Cirque du Soleil-show volt Las Vegasban a Mystére, az O, a Zumanity, a Kà, a The Beatles LOVE és a Criss Angel Believe után. A műsor 2012. október 25-től próbált az Aria Kaszinó színpadán, de hivatalos las vegasi bemutatója csak november 8-án volt. Az utolsó előadást 2016. április 30-án tartották.

## Szereplők
- Zark, egy varázsló, de amióta Lia elhagyta nincs varázsereje.
- Lia, Zark asszisztense, élete szerelme.
- Hocus és Pocus, két anarchista bohóc. Bohóckodásuk akkor eléri el a csúcspontját, amikor felhívnak egy véletlenszerűen kiválasztott személyt a közönség soraiból és beleültetik egy villamosszékbe. (A produkcióhoz soha sem választottak belső embert, a kiválasztott személy nem volt beavatva.)
- Movers (A fehér bohócok) tizenöt fehér bohóc alkotta társulás, melynek tagjai: az őrült tudós és tanítványa; a földönkívüli lények, akik a Jovia bolygón élnek; valamint az Orákulum, aki jövőbe lát.

## Műsorszámok
- Zsonglőrködés (Maria Markova)
- Játék zászlókkal
- Orosz rúddobó
- Magasdrót
- Cyr-kerék és légi karika
- Homokfestés
- Repülő trapéz
- Halálkerék
- Kézegyensúlyozás (Anatolij Zalevszkij)
- Dobóakrobatika

### Visszatérő műsorszámok
- Egyensúlyozás székeken
- Kötél duó (Csak a Radio City Music Hallban került bemutatásra.)
- Szabad-létra duó
- Rola bola (Ez a műsorszám a zsonglőrködés helyettesítőként szolgált.)
- Ikária játékok (Ez a műsorszám a zsonglőrködés helyettesítőként szolgált.)
- Légi karika duó (Ez a műsorszám az orosz rúd helyettesítőként szolgált.)

## Zene

### CD
A Cirque du Soleil kiadta a műsor dalait CD-n, ezek a következők voltak:
1. Antilia
2. Zawraq
3. Eridanus
4. Caph
5. Crysococca
6. Kuma
7. Tarientar / The Archer
8. Gienah
9. Rae
10. Tourago / Guiram
11. Jarseate
12. Asteraw

## Jelmezek
Az előadás jelmezeit egy szlovén tervező, Alan Hranitelj készítette.

## Balesetek
2013. november 1-jén, helyi idő szerint péntek este műsor közben leesett a halálkerékről, és megsérült a társulat egyik légtornásza. Szemtanúk szerint a férfi megcsúszott, és leesett a kerékről. Az előadást félbeszakították, és az akrobatát egy dél-nevadai kórházba szállították, ahol stabilizálták állapotát.

## Turné
Jelzések
  EU   Európa
  ÉA   Észak-Amerika

### Aréna turné
- ÉA   New York, USA, Radio City Music Hall – 2011. június 9-től 26-ig (előzetes), 2011. június 29. és október 8. között
- EU   Madrid, Spanyolország, Madrid Arena – 2011. november 9. és 2012. január 1. között
- EU   Moszkva, Oroszország, Kreml Palota koncertterme – 2012. február 4. és április 8. között
- ÉA   New York, USA, Radio City Music Hall – 2012. június 9. és szeptember 2. között

### Állandó műsor
- ÉA   Las Vegas, USA, Aria Resort & Casino – 2012. október 25-től (próbák), 2012. november 8. és 2016. április 30. között

Az Aria Kaszinóban szerda és csütörtök kivételével minden nap 19:00 és 21:30 órai kezdettel tartottak előadást.

## Fordítás
Ez a szócikk részben vagy egészben  a   Zarkana című angol Wikipédia-szócikk fordításán alapul.  Az eredeti cikk szerkesztőit annak laptörténete sorolja fel. Ez a jelzés csupán a megfogalmazás eredetét és a szerzői jogokat jelzi, nem szolgál a cikkben szereplő információk forrásmegjelöléseként.